# Épreville-près-le-Neubourg
Épreville-près-le-Neubourg è un comune francese di 463 abitanti situato nel dipartimento dell'Eure, nella regione della Normandia.

## Società

### Evoluzione demografica
Abitanti censiti

## Simboli
Lo stemma del comune è stato creato da Denis Joulain ed è stato adottato il 4 luglio 2011.
La prima partizione riprende le armi di Robert de Neubourg, primo barone di Neubourg; la seconda quelle della famiglia d'Harcourt che possedeva delle terre a Epreville; la terza ricorda, con il palo arrotondato e la croce patente, la Grange du Temple dei Cavalieri templari mentre i trifogli sono presi dallo stemma di Antoine di Bois-l'Évêque, signore di Epreville nel XV secolo.